# Poecilus festivus
Espèce
Poecilus festivus est une espèce de coléoptères terrestres de la famille des Carabidae.

## Systématique
L'espèce Poecilus festivus a été décrite en 1868 par l'entomologiste russe Maximilien de Chaudoir (1816-1881).